# Tycherus ater
Tycherus ater är en stekelart som först beskrevs av Cresson 1877.  Tycherus ater ingår i släktet Tycherus och familjen brokparasitsteklar. Inga underarter finns listade i Catalogue of Life.